# Umma mesostigma
Umma mesostigma – gatunek ważki z rodziny świteziankowatych (Calopterygidae).